# Turistická značená trasa 4335
 Turistická značená trasa 4335 je 5 km dlouhá zeleně značená trasa Klubu českých turistů v okresech Rychnov nad Kněžnou a Náchod spojující Sněžné se Zelinkovým Mlýnem. Její převažující směr je severní.

## Průběh trasy
Turistická trasa má svůj počátek ve východní části obce Sněžné na rozcestí s modře značenou trasou 1844 vedoucí z Nového Města nad Metují na Šerlich. S ní vede trasa 4335 z počátku v souběhu severovýchodním směrem po silnici vedoucí do Olešnice v Orlických horách. U osady Burgtov souběh končí a trasa stoupá zpevněnou komunikací k severu do vrcholové partie Skutiny. Po jejím překonání klesá k nedalekým objektům stejnojmenné dělostřelecké tvrze. Odtud klesá polními a lesními cestami severozápadním směrem do osad Lužany a Ohrada. V Ohradě se napojuje na silnici II/285 a pokračuje po ní severovýchodním směrem do Zelinkova Mlýna, kde končí na rozcestí s Jiráskovou cestou spojující Náchod s Orlickými horami. Výchozí je zde i žlutě značená trasa 7391 směřující do polské Kudowy-Zdróje.

## Turistické zajímavosti na trase
- Chata Horalka ve Sněžném
- Vrchol Skutiny s četnými vyhlídkovými body a turistickým přístřeškem
- Dělostřelecká tvrz Skutina muzejně provozovaná